# Campylocheta similis
Campylocheta similis là một loài ruồi trong họ Tachinidae.